# شینوبو ناگاتا
شینوبو ناگاتا (ژاپنی: 永田 忍؛ زادهٔ ۲۹ ژانویهٔ ۱۹۷۶) یک بازیکن فوتبال اهل ژاپن است.
از باشگاه‌هایی که در آن بازی کرده‌است می‌توان به باشگاه فوتبال جف یونایتد چیبا اشاره کرد.